# Autoba saturata
Autoba saturata là một loài bướm đêm trong họ Erebidae.